# Studera.nu
Studera.nu är en webbplats som drivs av Universitets- och högskolerådet i samarbete med Sveriges högskolor och universitet. Den innehåller information om allt högskoleutbud i Sverige. Studera.nu informerar också om studier utomlands, studier på distans och om högskoleprovet.

## Sök och jämför utbildning
På studera.nu går det från hösten 2011 att använda funktionen "sök och jämför utbildning", där kan man jämföra olika högskoleutbildningar med varandra på en rad viktiga punkter. Kopplat är också information om universiteten och högskolorna, arbetsmarknadsprognoser och områdes- eller yrkesbeskrivningar.

## Studier utomlands
Mellan 22 000 och 25 000 svenskar reser utomlands för studier per år. Den största andelen reser på egen hand (freemovers). Övriga reser inom olika typer av utbytesprogram. Studera.nu informerar om utlandsstudier i stort. De 60 mest populära länderna presenteras kortfattat med länkar till inhemska webbplatser med studieinformation.

## Högskoleprovet
Varje vår och höst ges högskoleprovet. Det mäter, via åtta delprov, de kunskaper och färdigheter som är viktiga för studier vid universitet och högskola. Provresultatet är giltigt i åtta år. Med resultatet konkurrerar sökande till högskolestudier i ytterligare en urvalsgrupp, vilket ökar möjligheterna att komma in på önskad utbildning.

## Nationellt antagningssystem
Sedan hösten 2011 sker all anmälan till kurser och program på grundnivå och avancerad nivå via Antagning.se, som sköts av Universitets- och högskolerådet (UHR). Anmälan till forskarstudier hanteras av universiteten och högskolorna själva. De stora anmälningsdatumen är 15 mars, 15 april och 15 oktober. För studier med engelska som undervisningsspråk gäller andra datum. Mellan hösten 2006 och fram till och med sommaren 2011 skedde anmälan på studera.nu.